# Gumirih
Gumirih is een bestuurslaag in het regentschap Banyuwangi van de provincie Oost-Java, Indonesië. Gumirih telt 3767 inwoners (volkstelling 2010).